# روي ويلسون (سياسي)
روي ويلسون هو سياسي كندي، ولد في 4 مايو 1932 في كندا. حزبياً، نشط في حزب الائتمان الاجتماعي في ألبرتا ‏. وقد انتخب عضو الجمعية التشريعية ألبرتا.